# 普世價值
普世價值（英語：Universal value），又称普世伦理、普適價值。联合国于1948年通过《世界人权宣言》，此后对普世价值的一种阐述是：“普遍尊重人权和人的尊严、法治、正义、平等和不歧视的世界；一个尊重种族、族裔和文化多样性的世界......一个公正、公平、宽容、开放和具有社会包容性的世界，在这个世界里，最弱势群体的需求得到满足。”《国际人权法》亦将《世界人权宣言》和普世价值作为基础。还有观点认为，普世价值是一种源于西方的价值观与伦理主张。亚洲各地对普世价值的态度不一，其中中华人民共和国政府及中国共产党对“普世价值”一词持抵制态度而推崇“全人类共同价值”，中国大陆也曾爆发“普世价值论争”，而中华民国政府及部分台湾政党则支持普世价值。

## 定義
即是“人類普遍認可的共同價值”。有益的事物就有價值，對人類普遍有益的事物就是普世價值。普世價值涉及到两重含义。
第一，为大家所“發現”的普世價值。以賽亞·柏林的定义是“普世價值……是那些被很多人在絕大多數地方和情況下、在幾乎所有的時間裏、實際上共同认可的、无论是否在他们的行為中明确表现出来的价值……”。
第二，为所有人有“理由”相信的普世價值。阿馬蒂亞·森认为當莫罕達斯·甘地認為「非暴力」是普世價值时，他主張所有的人都有理由相信非暴力的价值，並非所有的人目前正在相信非暴力的价值。許多不同的東西都被认為是普世價值，例如对快乐的追求和民主等。
关于是否存在普世價值、如果存在的话什么是普世價值的问题，跨越了包括心理學、政治學、哲學在内的一些領域。

## 各領域的觀點

### 哲學
哲學上对普世價值的思考主要集中在價值論和價值观上，但在倫理学、美學和政治哲學中也起到重要作用。

### 倫理学
归结主义（英語：Consequentialism）认为只有产生具普世价值结果的行为才是正确的行为。功利主義認為，快樂和痛苦是唯一具有普遍意义上內在價值的事物。

### 心理学
施瓦茨（Shalom H. Schwartz）与一些心理学同事们对普世價值進行了實證研究，調查普世價值是否存在，如果存在的话，又是哪些。施瓦茨定義的“價值”是那些“影響人們選擇行为和評價事件方式的令人向往的觀念”。他假说的普遍價值將涉及到三個不同類型的人类的需要：生理需求，社會統籌的需要，以及与福利和群體生存相關的需求。包括在44個國家对不同文化的超過25000人问卷在内的一系列的研究，施瓦茨的結果是，存在着十種不同類型的56种具體的普遍價值：
- 安全：强壮的肉体以避免疾病和天敌的伤害以及更高效地获取物质、繁殖后代。清潔，家庭安全，國家安全，社會秩序的穩定，報恩，健康，歸屬感。
- 享樂：拥有生存必需的物质，如食物和财富，作为快樂享受生活的保障。
- 權力：權威，領導地位，主導地位。
- 成就：成功，能力，雄心，影響力，智慧，自尊。
- 刺激：大膽刺激的行为，多樣的生活，精彩的生活。
- 自主：創造力，自由，獨立，好奇心，選擇自己的目標。
- 普世性（道德）：博大胸懷，才智，社會公正，平等，和平，美麗，與自然的融和，对環境的保護，內心的和諧。
- 慈善：樂於助人，誠實，寬容，忠誠，責任，友誼。
- 傳統：生活中的自我定位，謙讓，虔诚，尊重傳統，平和。
- 社会整合：自律，服從。

施瓦茨还测试了“灵性”这个类型，也就是“生命的意义”，但发现并不具有普世性。

### 政治学和法学
政治学和法学的思考主要集中在更高法律規則（英語：rule according to a higher law）及其衍生开的一些其他概念。更高法律規則意为只有当公平、道德和公正这些更高原则获得满足后，法律才可以被执行。在法律实践上，更高法律規則是通过法治和法治国的概念体现出来。法治可分为狭义法治和实质法治；狭义的（英語：formal）法治认为法治本身并不提供“公正”，但为人们提供一个寻求公正的法律框架和程序；实质的（英語：substantive）法治扩展了狭义的概念，包括某些与此相关的包括自由、人权和民主在内的个人實質性權利。实质法治的这个扩展则在法理上承认天賦人權，也为宪政国家的宪法最终包括人权法案建立了法理依据。尽管在学术界狭义法治比实质法治获得更广泛的认可，但在各国的法律实践上，宪政国家的宪法普遍包括了人权法案，因而实质法治得到事实上的广泛的确认。
憲政是西方政治思想史上一種主張以憲法體系約束國家權力、規定公民權利的學說、理念和政治实践。這種理念要求政府所有權力的行使都納入憲法的軌道，並受憲法的制約，使政治運作進入法律化理想狀態。憲政是民主制度的基礎和保障，同時也是對民主政治的制衡。傳統上，憲政本身並不直接涉及到政府是否通過民主選舉產生，但現代憲政理論往往與民主的概念密不可分，并成为民主的必要条件。另一方面，法治是宪政的基础，没有法治也就没有宪政。

## 争议與批判
关于普世价值的争议，主要表现在两个方面：第一类是否存在普世价值，其中以道德普遍主義和道德相對主義之争具代表性，而第二类争议是哪些該算作普世价值。

### 中国大陆
2013年6月13日，中欧国际工商学院董事李世默說：「民主政治对西方的崛起和现代世界的诞生，居功至伟；然而，很多西方精英把某一种民主形式模式化、普世化，这是西方当前各种病症的病灶所在。如果西方的精英不是把大把时间花在向外国推销民主上，而是更多关心一下自身的政治改革，恐怕民主还不至于像今天这样无望。......共产主义和选举民主制，都是基于普世价值的『元叙事』；在20世纪，我们见证了前者因极端教条而失败；到21世纪，后者正重蹈同样的覆辙。......共产主义和民主可能都是人类美好的追求，但它们普世化的教条时代已经过去，我们的下一代不需要被灌输说『世界上只有一种政治模式，所有社会都只有一种归宿』。多元化正在取代普世化。」
2013年8月，香港《明鏡月刊》第43期刊出了據說是中共中央“九號文件”的全文，內文宣稱“在西方國家經濟、軍事、科技長期占優勢的情況下，這些論調（宣揚普世價值）具有較強的迷惑性、欺騙性，目的在於混淆西方價值觀與我們宣導的價值觀的本質區別，最終用西方價值觀取代社會主義核心價值觀”。
2014年4月，中國人民大學馬克思主義學院教授周新城說，普世價值是「在歷史上沒有，現在也沒有，將來更不會有」的事物，提出普世價值來論證改革必要性的人「先設定一個『普世價值』的框子，然後按照這個框子來設計改革方案」，這些人實際上是在設置一個誘導人們走資本主義道路的「陷阱」。
2016年2月，中華文化發展促進會副會長辛旗指西方文明「以成功者自居，審視和批判其他文明，推行其所謂的『普世價值』，貶損、衝擊其他非西方文化體系和價值觀念。人們所看到的，不是不同文明的交匯、共榮，而是西方文明對其他文明的壓制和征服，全球化成了『美國化』、『西方化』和『資本主義化』。這種狹隘的理念和偏執的做法帶來的後果是災難性的，人類文化、文明的多樣性受到極大傷害。」
2016年9月30日，中国人民大学政治学系教授杨光斌在中国共产党党刊《求是》发表文章稱，自由主義民主是在一定歷史和社會條件下，在基督教文明體系中形成的價值理念和政治制度；把自由主義民主當作普世價值，是20世紀末西方國家基於歷史終結論炮製的一種說辭，與19世紀西方建立殖民體系時提出的白人優越論是同一個性質；而历史终结论的实质仍是以西方政治文明终结其他文明，还是白人优越论式的“文明的傲慢”。
2018年6月，中国共产党党刊《求是》发表《挺起共产党人的精神脊梁》一文，提到，有人在热炒马克思主义“过时论”“无用论”的同时，把西方制度模式说成是“普世价值”，凡是符合西方标准的就是好的，凡是不符合的就起劲地妖魔化。这种被政治利用的“普世价值”等为错误思潮，是敌对势力的意识形态领域的渗透。
2022年6月，《求是》雜誌刊出中共中央總書記習近平的講話內容，習近平指出「西方國家宣傳普世人權、人權高於主權，陷入政黨惡鬥、政府失信、社會失序、疫情失控的困境，導致政治極化、貧富分化、族群對立不斷加劇，種族主義、民粹主義、排外主義大行其道，人權問題日益凸顯」，習近平說明中國要堅定不移走自己的人權發展道路，推動自己的人權事業發展。

### 日本
2011年1月19日，日本立命館大學法學部名譽教授徐勝（Sung Suh）說，唯有超克西方普世人權和日本亞洲主義的虛偽意識，徹底清理日本對東亞民眾侵略和殖民的歷史並追究其責任，才能完成東亞民眾去殖民的課題，實現東亞民眾共同的和平未來，實現有普遍意義的東亞人權。徐勝指普世價值為「文明」與「野蠻」的二元對立法，正是西方帝國主義國家合理化對外侵略所提出的論調，「美國一口說普世價值，另一方面卻又在這些地區蹂躪人權」；他主張：「我們必須重建一個真正具有普遍性的普世價值」。

### 新加坡
2015年12月，新加坡國立大學東亞研究所所長鄭永年認為，普世價值是帶有侵略性的政治口號，並在世界各地釀成災難後無法收拾。

## 延伸阅读
- Bolin, Anne, and Patricia Whelehan (1999). Perspectives on Human Sexuality. SUNY Press.
- Diamond, Larry Jay, and Marc F. Plattner (2001). The Global Divergence of Democracies. Johns Hopkins University Press.
- Jahanbegloo, Ramin, (1991). Conversations With Isaiah Berlin. McArthur & Co. Reprinted 2007, Halban Publishers. ISBN 978-1-905559-03-9, ISBN 978-1-905559-03-9
- Mason, Elinor, (2006). 'Value pluralism'. In The Stanford Encyclopedia of Philosophy. (Accessed 13 Nov 2007).
- Pettit, Philip (1996). The Common Mind: An Essay on Psychology, Society, and Politics. New York: Oxford University Press.
- Schwartz, S. H. (1992). 'Universals in the Content and Structure of Values: Theory and Empirical Tests in 20 Countries'. In M. Zanna (ed.), Advances in Experimental Social Psychology (Vol. 25). New York: Academic Press: 1-65.
- Schwartz, S. H. (1994). 'Are there Universal Aspects in the Structure and Contents of Human Values?'. Journal of Social Issues, 50 (4): 19–45.
- Schwartz, S. H. and W. Bilsky (1987). 'Toward a Universal Psychological Structure of Human Values'. Journal of Personality and Social Psychology, 53: 550-562.
- Sen, Amartya (1999). 'Democracy as a Universal Value'. Journal of Democracy, 10 (3): 3-17.